# Ontario County
Ontario je okres (county) amerického státu New York založený v roce 1789. Správním střediskem je sídlo Canandaigua s 11 317 obyvateli v roce 2006.
Počet obyvatel: 104 353 (v roce 2006), 100 224 (v roce 2000)
Ženy: 51,0 % (v roce 2005)

## Historie
Okres Ontario se z původního okresu Montgomery vydělil roku 1789. Jeho rozloha však byla mnohem větší, než je dnes, zahrnovala i části dnešních okresů Allegany, Cattaraugus, Chautauqua, Erie, Genesee, Livingston, Monroe, Niagara, Orleans, Steuben, Wyoming, Yates, a části okresů Schuyler a Wayne.

## Sousední okresy
- severovýchod - Wayne
- východ - Seneca
- jih - Yates a Steuben
- západ - Livingston
- severozápad - Monroe